# Unione Calcio Sampdoria 1967-1968
Questa voce raccoglie le informazioni riguardanti l'Unione Calcio Sampdoria nelle competizioni ufficiali della stagione 1967-1968.

## Stagione
Nella stagione 1967-1968 la Sampdoria disputa il campionato di Serie A, il primo del dopoguerra a sedici squadre, con 27 punti ottiene la decima posizione. Il torneo ha assegnato lo scudetto al Milan nettamente primo con 46 punti, davanti al Napoli giunto secondo con 37 punti. Scendono in Serie B la Spal ed il Brescia con 22 punti ed il Mantova con 17 punti.
La squadra doriana ancora affidata a Gipo Poggi come allenatore e Fulvio Bernardini come direttore tecnico, racimola solo dieci punti nel girone di andata chiuso all'ultimo posto, poi nel girone discendente ottiene diciassette punti, restando ben al di sopra della zona paludosa. Rinforzata in difesa dagli arrivi dal Milan di Gilberto Noletti e Sergio Carpanesi dalla Roma ed in attacco dall'arrivo di Alberto Novelli dal Padova. I migliori realizzatori di questa stagione blucerchiata sono stati Fulvio Francesconi ed Ermanno Cristin autori di sette reti e Roberto Vieri con sei centri. In Coppa Italia subito fuori al primo turno per mano del Torino (1-0).

## Rosa
| N. |                   | Ruolo | Calciatore         |
| -- | ----------------- | ----- | ------------------ |
|    | Italia (bandiera) | P     | Pietro Battara     |
|    | Italia (bandiera) | P     | Enzo Matteucci     |
|    | Italia (bandiera) | P     | Ermes Paterlini    |
|    | Italia (bandiera) | D     | Francesco Morini   |
|    | Italia (bandiera) | D     | Guido Vincenzi     |
|    | Italia (bandiera) | D     | Giorgio Garbarini  |
|    | Italia (bandiera) | D     | Pietro Sabatini    |
|    | Italia (bandiera) | C     | Mario Frustalupi   |
|    | Italia (bandiera) | A     | Fulvio Francesconi |

| N. |                   | Ruolo | Calciatore       |
| -- | ----------------- | ----- | ---------------- |
|    | Italia (bandiera) | A     | Rocco Fotia      |
|    | Italia (bandiera) | A     | Giancarlo Salvi  |
|    | Italia (bandiera) | C     | Sergio Carpanesi |
|    | Italia (bandiera) | D     | Giovanni Delfino |
|    | Italia (bandiera) | C     | Alberto Novelli  |
|    | Italia (bandiera) | C     | Roberto Vieri    |
|    | Italia (bandiera) | A     | Ermanno Cristin  |
|    | Italia (bandiera) | D     | Enrico Dordoni   |

## Risultati

### Serie A

#### Girone di andata
| Arbitro: | Genel (Trieste) |

|                 |           |                       |
| Francesconi 12’ | Marcatori | 13’ Turra 75’ Clerici |

| Arbitro: | De Robbio (Torre Annunziata) |

|                |           |  |
| Mereghetti 15’ | Marcatori |  |

| Arbitro: | Toselli (Cormons) |

|                            |           |  |
| Salvi 30’ Cristin 56’, 79’ | Marcatori |  |

| Arbitro: | Torelli (Milano) |

|                                   |           |                           |
| Combin 12’, 36’, 90’ Moschino 81’ | Marcatori | 29’ Francesconi 42’ Vieri |

| Arbitro: | Di Tonno (Lecce) |

|                 |           |              |
| Francesconi 49’ | Marcatori | 39’ Scaratti |

| Arbitro: | De Robbio (Torre Annunziata) |

|            |           |               |
| Casati 81’ | Marcatori | 6’, 87’ Vieri |

| Arbitro: | Gonella (Torino) |

|                       |           |                     |
| Frustalupi 43’ (rig.) | Marcatori | 87’ (rig.) Altafini |

| Arbitro: | Possagno (Treviso) |

|                  |           |  |
| Sormani 32’, 51’ | Marcatori |  |

| Arbitro: | Carminati (Milano) |

|             |           |                |
| Cristin 52’ | Marcatori | 13’ Boninsegna |

| Arbitro: | Angonese (Mestre) |

|           |           |  |
| Brenna 4’ | Marcatori |  |

| Arbitro: | De Robbio (Torre Annunziata) |

|             |           |              |
| Cristin 75’ | Marcatori | 77’ Amarildo |

| Arbitro: | Toselli (Cormons) |

|                     |           |  |
| Domenghini 57’, 78’ | Marcatori |  |

| Vicenza 31 dicembre 1967 13ª giornata | Lanerossi Vicenza | 0 – 0 | Sampdoria | Stadio Romeo Menti (8391 spett.)\| Arbitro: \| Sbardella (Roma) \| |
| Arbitro:                              | Sbardella (Roma)  |       |           |                                                                    |

| Arbitro: | Carminati (Milano) |

|             |           |            |
| Cristin 48’ | Marcatori | 35’ Zigoni |

| Arbitro: | Gussoni (Tradate) |

|             |           |  |
| Rigotto 32’ | Marcatori |  |

#### Girone di ritorno
| Bologna 21 gennaio 1968 16ª giornata | Bologna               | 0 – 0 | Sampdoria | Stadio Comunale (17834 spett.)\| Arbitro: \| De Marchi (Pordenone) \| |
| Arbitro:                             | De Marchi (Pordenone) |       |           |                                                                       |

| Arbitro: | De Robbio (Torre Annunziata) |

|                |           |              |
| Frustalupi 28’ | Marcatori | 53’ Burlando |

| Arbitro: | Angonese (Mestre) |

|  |           |           |
|  | Marcatori | 80’ Vieri |

| Arbitro: | Motta (Monza) |

|                       |           |             |
| Frustalupi 57’ (rig.) | Marcatori | 17’ Facchin |

| Arbitro: | Di Tonno (Lecce) |

|             |           |                       |
| Taccola 55’ | Marcatori | 46’ (rig.) Frustalupi |

| Arbitro: | Gussoni (Tradate) |

|             |           |  |
| Cristin 89’ | Marcatori |  |

| Arbitro: | Carminati (Milano) |

|            |           |                 |
| Sivori 61’ | Marcatori | 21’ Francesconi |

| Arbitro: | Sbardella (Roma) |

|  |           |                                   |
|  | Marcatori | 56’, 72’ (rig.) Rivera 82’ Hamrin |

| Arbitro: | Di Tonno (Lecce) |

|                           |           |                                       |
| Rizzo 55’, 63’ Badari 87’ | Marcatori | 35’ Cristin 49’ Vieri 82’ Francesconi |

| Arbitro: | Lo Bello (Siracusa) |

|                 |           |  |
| Francesconi 49’ | Marcatori |  |

| Firenze 31 marzo 1968 26ª giornata | Fiorentina       | 0 – 0 | Sampdoria | Stadio Comunale (20468 spett.)\| Arbitro: \| Torelli (Milano) \| |
| Arbitro:                           | Torelli (Milano) |       |           |                                                                  |

| Arbitro: | De Robbio (Torre Annunziata) |

|                       |           |                              |
| Vieri 47’ Delfino 83’ | Marcatori | 12’ Cappellini 35’ Facchetti |

| Arbitro: | Monti (Ancona) |

|                       |           |  |
| Frustalupi 30’ (rig.) | Marcatori |  |

| Arbitro: | Vacchini (Milano) |

|                                               |           |                 |
| Vincenzi 56’ (aut.) Zigoni 67’ Menichelli 76’ | Marcatori | 14’ Francesconi |

| Genova 12 maggio 1968 30ª giornata | Sampdoria      | 0 – 0 | Atalanta | Stadio Luigi Ferraris (12372 spett.)\| Arbitro: \| Pieroni (Roma) \| |
| Arbitro:                           | Pieroni (Roma) |       |          |                                                                      |

### Coppa Italia
| Arbitro: | Barbaresco (Cormons) |

|                   |           |  |
| Morini 44’ (aut.) | Marcatori |  |

## Statistiche

### Statistiche di squadra
| Competizione | Punti | In casa | In casa | In casa | In casa | In casa | In casa | In trasferta | In trasferta | In trasferta | In trasferta | In trasferta | In trasferta | Totale | Totale | Totale | Totale | Totale | Totale | DR |
| Competizione | Punti | G       | V       | N       | P       | Gf      | Gs      | G            | V            | N            | P            | Gf           | Gs           | G      | V      | N      | P      | Gf     | Gs     | DR |
| ------------ | ----- | ------- | ------- | ------- | ------- | ------- | ------- | ------------ | ------------ | ------------ | ------------ | ------------ | ------------ | ------ | ------ | ------ | ------ | ------ | ------ | -- |
| Serie A      | 27    | 15      | 4       | 9       | 2       | 16      | 14      | 15           | 2            | 6            | 7            | 11           | 20           | 30     | 6      | 15     | 9      | 27     | 34     | -7 |
| Coppa Italia |       | -       | -       | -       | -       | -       | -       | 1            | 0            | 0            | 1            | 0            | 1            | 1      | 0      | 0      | 1      | 0      | 1      | -1 |
| Totale       |       | 15      | 4       | 9       | 2       | 16      | 14      | 16           | 2            | 6            | 8            | 11           | 21           | 31     | 6      | 15     | 10     | 27     | 35     | -8 |

### Statistiche dei giocatori
| Giocatore      | Serie A  | Serie A | Coppa Italia | Coppa Italia | Totale   | Totale |
| Giocatore      | Presenze | Reti    | Presenze     | Reti         | Presenze | Reti   |
| -------------- | -------- | ------- | ------------ | ------------ | -------- | ------ |
| P. Battara     | 21       | -27     | 1            | -1           | 22       | -28    |
| S. Carpanesi   | 23       | 0       | -            | -            | 23       | 0      |
| E. Cristin     | 24       | 7       | 1            | 0            | 25       | 7      |
| G. Delfino     | 21       | 1       | 1            | 0            | 22       | 1      |
| E. Dordoni     | 23       | 0       | 1            | 0            | 24       | 0      |
| R. Fotia       | 3        | 0       | -            | -            | 3        | 0      |
| F. Francesconi | 27       | 7       | -            | -            | 27       | 7      |
| M. Frustalupi  | 29       | 5       | 1            | 0            | 30       | 5      |
| G. Garbarini   | 19       | 0       | 1            | 0            | 20       | 0      |
| E. Matteucci   | 10       | -7      | -            | -            | 10       | -7     |
| F. Morini      | 29       | 0       | 1            | 0            | 30       | 0      |
| A. Novelli     | 9        | 0       | 1            | 0            | 10       | 0      |
| E. Paterlini   | 1        | 0       | -            | -            | 1        | 0      |
| P. Sabatini    | 16       | 0       | -            | -            | 16       | 0      |
| G. Salvi       | 26       | 1       | 1            | 0            | 27       | 1      |
| R. Vieri       | 25       | 6       | 1            | 0            | 26       | 6      |
| G. Vincenzi    | 26       | 0       | 1            | 0            | 27       | 0      |